# Vlag van Queensland

Vlag van Queensland (ratio 1:2)

De vlag van Queensland is een Brits blue ensign met aan de rechterkant het badge van de deelstaat. Dit is een witte cirkel met een lichtblauw Maltezer kruis in het midden. In het centrum van het kruis staat de kroon van Sint Edward. Deze kroon wordt soms vervangen als er een nieuwe vorst komt, net zoals dat gebeurt bij de kroon in de vlag van Victoria. Dit is tot nog toe gebeurd in 1901 en 1953.
Queensland heeft sinds 1870 een eigen vlag en sinds 29 november 1876 staat er een Maltezer kruis met een kroon op. In de periode tussen 1870 en 1876 gebruikte de staat een Brits blauw vaandel met een profiel van koningin Victoria op een blauwe (wit omrande) cirkel onder de naam van de staat.
Na het besluit van koningin Elizabeth II om de kroon van Sint Edward als haar koninklijke cypher te gebruiken, werd in 1963 de vlag opnieuw bijgewerkt met het ontwerp van de kroon, volgens de voorkeur van de vorstin.

1870–1876
1876–1901
1901–1953